# Potawatomi

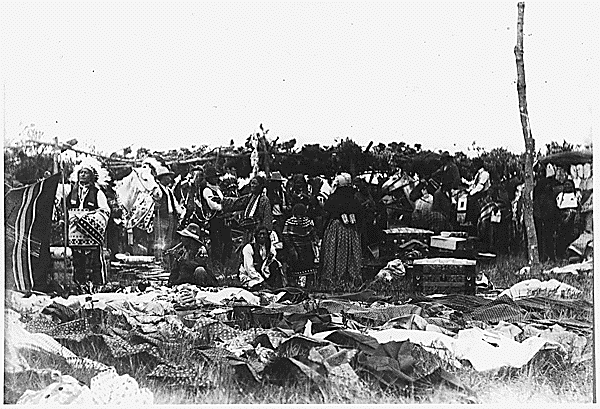
Potawatomi em 1920.

Os Pottawatomi, também escrito Pottawatomie e Potawatomi (entre muitas variações), são um povo nativo americano das Grandes Planícies, do alto rio Mississippi, e do oeste da região dos Grandes Lagos. Eles tradicionalmente falam a língua potawatomi, um idioma membro da família algonquina. Os Potawatomi chamam a si mesmos de Neshnabé, um cognato da palavra Anishinaabe. Os Potawatomi fazem parte de uma aliança de longo prazo, chamada Conselho dos Três Fogos, com os Ojíbuas e os Odawa (Ottawa). No Conselho dos Três Fogos, os Potawatomi são considerados o "irmão mais novo".
No século XIX, eles foram empurrados para o oeste pela invasão européia/americana no final do século XVIII e removidos de suas terras na região dos Grandes Lagos para reservas em Oklahoma. Sob a política da Remoção indígena, eles acabaram cedendo muitas de suas terras, e a maioria dos Potawatomi se mudou para Nebraska, Kansas e Território indígena, agora em Oklahoma. Alguns grupos sobreviveram na região dos Grandes Lagos e hoje são reconhecidos federalmente como tribos.